# 蕾切尔·泰勒
蕾切尔·泰勒（英語：Rachael Taylor，1976年5月6日—），澳大利亚女子赛艇运动员。她曾代表澳大利亚参加2000年夏季奥林匹克运动会赛艇比赛，获得女子双人单桨无舵手银牌。